# Babycurus gigas
Espèce
Babycurus gigas est une espèce de scorpions de la famille des Buthidae.

## Distribution
Cette espèce est endémique de Tanzanie. Elle se rencontre dans les monts Usambara.

## Description

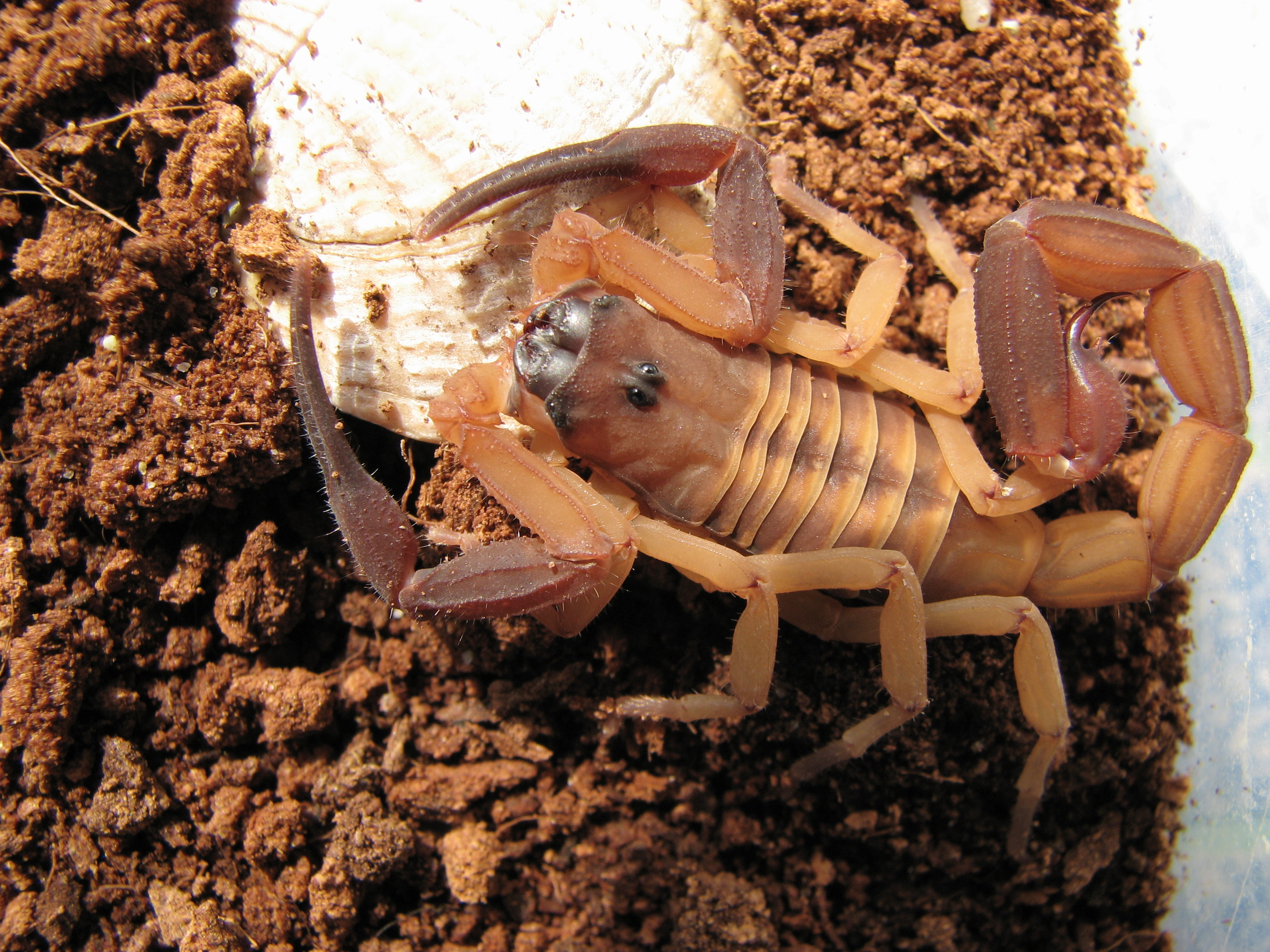
Babycurus gigas

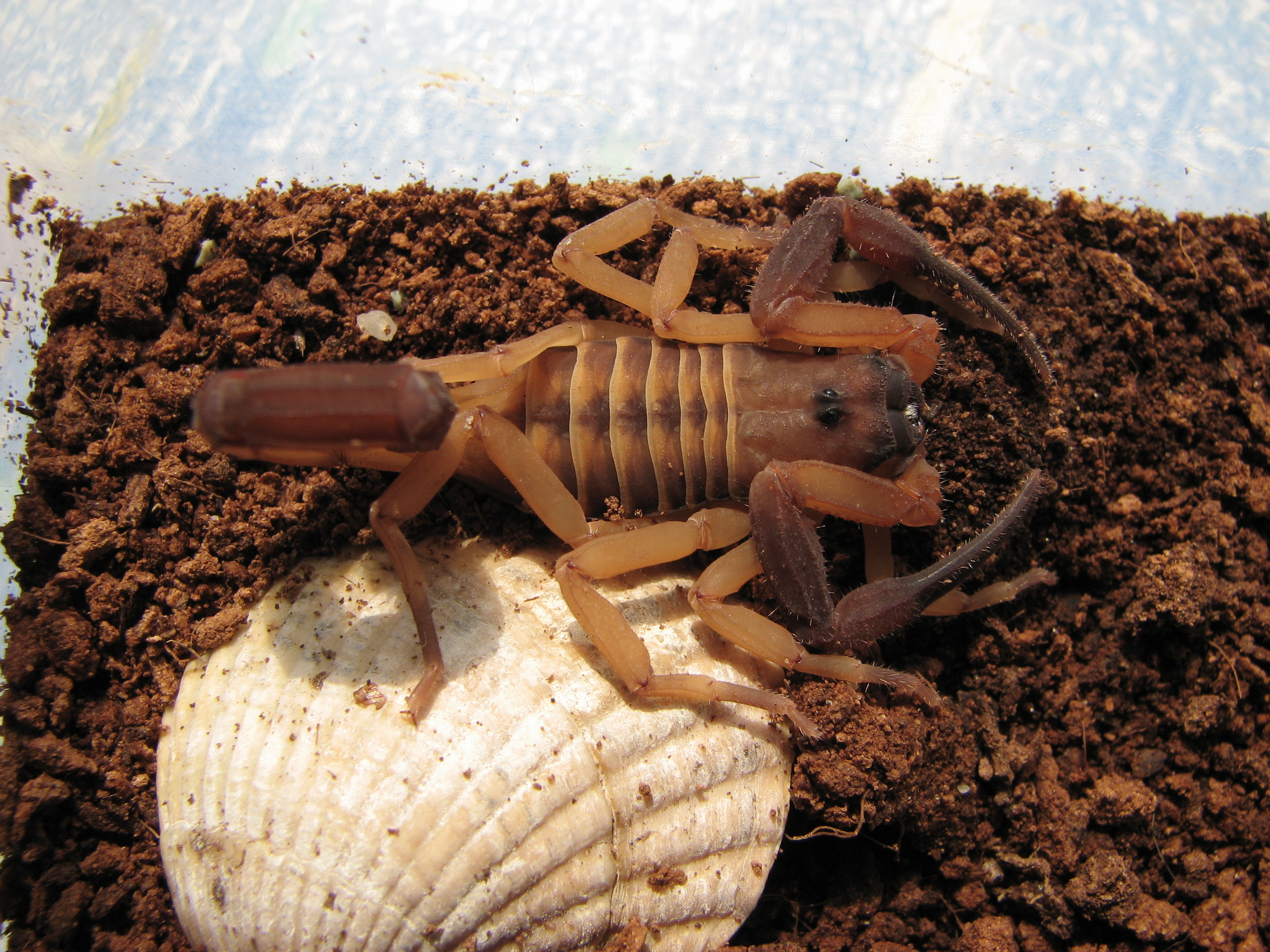
Babycurus gigas

Le tronc du mâle syntype mesure 42 mm et la queue 56 mm et le tronc de la femelle syntype 40 mm et la queue 51 mm.
Babycurus gigas mesure de 89 à 110 mm.

## Publication originale
- Kraepelin, 1896 : « Neue und weniger bekannte Skorpione. Mittheilungen aus dem Naturhistorischen Museum, Beiheft zum Jahrb. » Beiheft zum Jahrbuch der Hamburgischen wissenschaftlichen Anstalten, vol. 13, no 8, p. 119-146 (texte intégral).